# Дакнонг
Дакнонг (в'єт. Đắk Nông) — провінція у південній частині В'єтнаму, великий центр сільськогосподарського виробництва країни.
Площа становить 6516 км²; населення за даними на 2009 рік — 489 392 жителі. Щільність населення — 75,11 особи/км². Адміністративний центр — місто місцевого значення Зянгія. В адміністративному плані поділяється на 7 повітів і містечко місцевого значення Зянгія.

## Географія і клімат
Межує з камбоджійською провінцією Мондолькірі на заході. Середня висота провінції над рівнем моря — близько 500 метрів, територія знижується на захід. Середньорічна температура становить 24°С, сезон дощів триває з травня по жовтень.

## Економіка
Основні сільськогосподарські продукти регіону: кава (70 % площ, 40 % ВВП провінції), каучук (23 000 га, близько 8500 тонн латексу на рік), чорний перець (7000 га, понад 13 000  тонн на рік) і кеш'ю (22 250 га, близько 14 000 тонн на рік). урожай цих культур сприяє базальто-родючий ґрунт.
Темпи зростання ВВП провінції складають 15,19 % у рік.

## Адміністративний поділ
До 1975 року провінція була частиною нині скасованої провінції Дарлак. Дакнонг ділиться на місто місцевого значення Зянгія і шість повітів:
- Киют (Cư Jút)
- Дакміл (Đăk Mil)
- Дакглонг (Đăk Glong)
- Дакрлап (Đăk R'Lấp)
- Дакшонг (Đăk Song)
- Кронгно (Krông Nô)
- Туїдик (Tuy Đức)

## Населення
У 2009 році населення провінції становило 489 392 особи (перепис), з них 254 319 (51,97 %) чоловіки і 235 073 (48,03 %) жінки, 417 238 (85,26 %) сільські жителі і 72 154(14,74 %) жителі міст.
Національній склад населення (за даними перепису 2009 року): в'єтнамці 332 431 особа (67,93 %), мнонги 39 964 особи (8,17 %), мео 21 952 особи (4,49 %), тай 20 475 осіб (4,18 %), зао 13 932 особи (2,85 %), тхай 10 311 осіб (2,11 %), зярай 6 456 осіб (1,32 %), інші 11 267 осіб (2,30 %).